# Чансері-лейн (станція метро)
51°31′06″ пн. ш. 0°06′40″ зх. д. / 51.518333° пн. ш. 0.111111° зх. д.
Чансері-лейн (англ. Chancery Lane) — станція Лондонського метро, обслуговує Центральну лінію. Розташована у 1-й тарифній зоні, у районі Голборн, лондонського боро Кемден, між метростанціями Святого Павла та Голборн. Пасажирообіг на 2017 рік — 17.48 млн. осіб На станції заставлено тактильне покриття. 
30 липня 1900 — відкриття станції у складі Central London Railway (CLR)

## Пересадки
На автобуси оператора London Buses маршрутів 8, 17, 45, 46, 341, 521 та нічних маршрутів N8, N25 

## Послуги
| Попередня станція | Лінія | Лінія                             | Лінія | Наступна станція |
| ----------------- | ----- | --------------------------------- | ----- | ---------------- |
| Голборн           |       | Лондонське метро Центральна лінія |       | Святого Павла    |